# Eribe
Eribe es un concejo del municipio de Cigoitia, en la provincia de Álava, España.

## Historia
Hacia mediados del siglo XIX, el lugar, ya por entonces perteneciente a Cigoitia, tenía contabilizada una población de 75 habitantes. Aparece descrito en el séptimo volumen del Diccionario geográfico-estadístico-histórico de España y sus posesiones de Ultramar de Pascual Madoz con las siguientes palabras:

ERIVE: l. del ayunt. de Cigoitia, en la prov. de Alava, part. jud. de Vitoria (1 1/2 leg.), c. g. de las Provincias Vascongadas, aud. terr. de Burgos (20), dióc. de Calahorra (20 1/2). sit. al N. de Vitoria en un altito á la falda del monte Gorbea, con clima bastante sano: tiene 22 casas, igl. parr. (San Martin) servida por dos beneficiados, una ermita (San Roque) en el térm. donde tambien hay varias fuentes de buenas aguas. Confina N. Cestafé; E. Buruaga; S. Berricano, y O. Ondategui: dentro del mismo está el desp. de San Juan de Menca. El terreno delgado y de mediana calidad: tiene montes regularmente poblados. Los caminos locales y se hallan en buen estado. El correo se recibe de Vitoria, donde cada uno toma su correspondencia. prod.: trigo, cebada, avena, habas y legumbres: cria ganado vacuno, lanar y caballar; y caza de perdices, liebres, corzos, jabalies, lobos y palomas. pobl.: 21 vec., 75 alm. contr. con su ayunt.
(Madoz, 1847, p. 502)

En 2022, tenía empadronados 65 habitantes.

## Demografía
| Gráfica de evolución demográfica de Eribe entre 2000 y 2017 |
|                                                             |
| Población de derecho según los censos de población del INE. |

## Patrimonio
Hay en el lugar una iglesia de San Martín.